# Зиз (мифология)
Зиз (ивр. זיז‎) — гигантская грифоноподобная легендарная птица из еврейской мифологии. В источниках говорится, что размахом своих крыльев она способна закрыть солнце.
Считается, что архетип птицы зиз соответствует подобным легендарным птицам: раввины говорят, что её можно сравнить с персидским Симургом, в то время как современные учёные сравнивают зиз с шумерской анкой и древнегреческим фениксом.

## Упоминания
В Библии есть лишь два очень кратких упоминания о зизе в ивритском оригинале двух псалмов (Пс. 49:11; 79:14 в православной нумерации; 50:11, 80:13 в западной нумерации), они отсутствуют в русском Синодальном переводе и в большинстве других переводов на европейские языки. Еврейские аггады говорят о зизе:
Как Левиафан — царь рыб, так и Зиз назначен править птицами. Его имя происходит от разнообразия вкусов его плоти; [...]. Зиз столь же чудовищен по размеру, как и сам Левиафан. Его лодыжки упираются в землю, а голова тянется к самому небу.
Однажды случилось так, что путешественники на судне заметили птицу. Когда птица стояла в воде, та просто покрывала её ноги, а голова упиралась о небо. Наблюдатели решили, что в этой точке вода не может иметь глубины, и приготовились там искупаться. Небесный голос предупредил их: «Не выходите сюда! Однажды на этом месте у плотника выскользнул из его руки топор, и ему потребовалось семь лет, чтобы достичь дна». Птица, которую увидели путешественники, была не кем иным, как зизом. Его крылья настолько огромны, что, развернувшись, затеняют солнце. Они защищают землю от южных штормов; без их помощи земля не смогла бы противостоять дующим оттуда ветрам. Однажды яйцо зиза упало на землю и разбилось. Его содержимое затопило шестьдесят городов, а толчок раздробил триста кедров. К счастью, такие происшествия случаются нечасто. Как правило, птица осторожно откладывает яйца в гнездо. Этот несчастный случай произошёл из-за того, что яйцо оказалось треснутым, и птица неосторожно его выбросила.
У Зиза есть другое имя, Ренанин, потому что он небесный певец. Из-за его связи с небесными областями его также называют Секви, провидцем, и, кроме того, он назван «сыном гнезда», потому что его птенцы не вылупляются из яиц птицы-матери; они как бы вырываются прямо из гнезда. Подобно Левиафану, Зиз — это деликатес, который нужно подавать благочестивым в конце времён, чтобы компенсировать их былые лишения. [...] Творение пятого дня, животный мир, правит небесными сферами. Узрите зиза, который своими крыльями может затмить солнце.
Нееврейские источники также упоминают о зизе. В «Synagoga Judaica» Иоганна Баксторфа 1603 года, а также в английском переводе Самуэля Закупса 1613 года говорится, что Элия Левита сообщает об огромной птице, «также называемой Бариухне, которую должны подать на этом празднике; о которой Талмуд говорит, что когда-то выпавшее из её гнезда яйцо разбилось и придавило триста высоких кедров».
Хамфри Придо в 1698 году описывает зиза как гигантского небесного петуха:
Ибо в трактате Бава Батра вавилонского Талмуда у нас есть история о такой чудовищной птице по имени Зиз, которая, стоя ногами на земле, достигает Небес своей головой, и с распростёртыми крыльями затеняет весь диск Солнца. И халдейский парафраз об Иове также повествует о нём и его пении каждое утро перед Господом и о том, что Бог даёт ему мудрость для этой цели.